# Neuroteologia
Neuroteologia – dyscyplina naukowa w badaniach nad duchowością. Jej metodologia polega na używaniu neurologicznych metod obrazowania pracy mózgu takich jak np. EEG, fMRI, Pozytonowa emisyjna tomografia komputerowa do ustalania związków pomiędzy aktywnością mózgu a indywidualnym doświadczeniem duchowym. Badaniom w szczególności poddawane są siostry zakonne, buddyści i inni ludzie wiary, którzy mają poczucie posiadania zdolności bezpośredniego komunikowania się z bóstwem.
Za pomocą urządzeń typu fMRI, następuje próba odczytu zawartości mózgu wówczas gdy osoba badana zgłasza występowania odczucia bezpośredniej wspólnoty z bóstwem. W trakcie badań wyznacza się obszary aktywności mózgu odpowiedzialne za odczucia religijne, a następnie w sposób sztuczny, pobudza je z zewnątrz, tak aby uzyskać za pomocą odpowiednich urządzeń, identyczny efekt. Pionierskie badania w tej mierze przeprowadził Michael Persinger (1987) z Laurentian University w Ontario, Kanada. Do wywołania doświadczeń analogicznych jak relacjonowane w stanie śmierci klinicznej, skonstruował tzw. "Hełm boga", uzyskując częściowe potwierdzenie postawionych hipotez. Okazało się, że również podczas sztucznego pobudzania obszarów mózgu odpowiedzialnych za indukowanie odczuć religijnych, następowało wystąpienie odczucia jedności z Bogiem, religijnego uduchowienia (częściej u osób wierzących) czasem również relaksacji (częściej u osób niewierzących).
M. in. na tej podstawie wielu zachodnich neurologów argumentuje, że:

doświadczenie religijne i wiara w Boga są jedynie rezultatami elektrycznych anomalii w ludzkim mózgu.

## Przykłady badań

### Michael Persinger i "Hełm boga"
Persinger stwierdził, że doświadczenia religijne mogą być wywoływane przez mini burze elektryczne w płatach skroniowych, powstałe na przykład wskutek braku tlenu czy niskiego poziomu cukru we krwi. Ponadto, kiedy funkcjonowanie mózgu zostaje zakłócone, chociażby przez napad epileptyczny, udar, czy zażycie narkotyków, lewa półkula mózgu może zacząć interpretować aktywność prawej jako działanie odrębnego bytu, lub, jak to nazywa sam badacz, jako „wyczuwaną obecność”. W zależności od okoliczności zaistniałego zjawiska i środowiska z jakiego pochodzimy, możemy tę obecność uznać za ducha, anioła, demona, pozaziemską istotę lub boga. Badania te mogłyby sugerować, że religia (lub przynajmniej doświadczanie kontaktu z transcendentnym bytem) może być błędem w funkcjonowaniu naszego mózgu. Za pomocą urządzenia zwanego „hełmem boga”, przebadał 600 ochotników i utrzymuje, że aż 80% badanych doświadczyło jakiejś obecności (w grupie kontrolnej ten wskaźnik wyniósł jedynie 15%). Persinger odkrył, że impulsy elektryczne skierowane na ciało migdałowate wywołują podniecenie seksualne, natomiast skupione na płacie skroniowym prawej półkuli tworzą wrażenie niechcianej obecności, podczas gdy skoncentrowane na lewej – przyjaznej.

#### Krytyka
Sposób przeprowadzania eksperymentów oraz wynik samych badań spotkały się w środowisku naukowym z ogromną falą krytyki. W 2000 roku Pehr Granqvist z Uniwersytetu w Upsali przeprowadził nieudaną próbę powtórzenia spektakularnego eksperymentu w warunkach kontrolowanych, z podwójnie ślepą próbą. Szwedzki badacz uznał, że rezultaty otrzymane przez Persingera tłumaczyć należy przez siłę sugestii – badani zazwyczaj wiedzieli w jaki sposób ma zadziałać urządzenie i jakich doznań mogą oczekiwać. Znany dziennikarz naukowy, John Horgan, sam poddał się eksperymentowi – niestety bez rezultatu. Persinger miał mu później powiedzieć, że urządzenie nie działa na sceptyków.

### Andrew Newberg
Andrew Newberg jest neurobiologiem z Uniwersytetu w Pensylwanii, którego zainteresowały podobieństwa występujące w opisach przeżyć mistycznych u osób o różnej przynależności religijnej. Badacz ten doszedł do wniosku, że takie doświadczenia jak poczucie jedności czy też zdolność do samotranscendencji powstają, na poziomie neuronalnym, na bazie takich samych procesów. Aby przetestować swoją teorię, przeskanował mózgi ponad 20 adeptów różnych praktyk duchowych – w eksperymencie wzięły udział franciszkanki, tybetańscy mnisi oraz mówiący językami zielonoświątkowcy. Newberg posłużył się techniką tomografii emisyjnej pojedynczych fotonów (SPECT), której główną zaletą jest to, że można badać mózgi medytujących w stosunkowo naturalnych warunkach (mogą oni się znajdować w innym pomieszczeniu niż samo urządzenie). Przebieg badania jest bardzo prosty: kiedy, np. franciszkańska zakonnica, poczuje, że jej zwykłe „ja” rozpływa się w Chrystusie, radioaktywna substancja zostaje wstrzyknięta do jej ciała, przedostaje się do jej mózgu i zostaje tam uwięziona w komórkach nerwowych. W ten sposób powstaje obraz ukazujący neuronową aktywność bezpośrednio po otrzymaniu radioaktywnego płynu, czyli w momencie, gdy, prawdopodobnie, zakonnica znajdowała się w stanie głębokiej kontemplacji. Dzięki temu eksperymentowi odkryto między innymi, że to kora przedczołowa pomaga skoncentrować naszą uwagę podczas modlitwy i medytacji, a płat skroniowy jest odpowiedzialny za uczucie stawania się częścią czegoś większego i potężniejszego.
Biorąc również pod uwagę, że pacjenci z uszkodzoną tylną częścią płacika ciemieniowego górnego często tracą zdolność do orientacji w przestrzeni, ponieważ mają trudności z określeniem gdzie kończy się ich fizyczne „ja”, a gdzie zaczyna świat zewnętrzny, Newberg wysnuł także kolejną hipotezę. Stwierdził, że zmniejszona aktywność w tym obszarze mózgu, wywołana przez celowe działania jednostki (np. ćwiczenia duchowe), może zwiększyć poczucie jedności ze światem zewnętrznym, zmniejszając jednocześnie poczucie odrębności między przedmiotem a podmiotem. Z drugiej strony, sam badacz wraz ze swoim zespołem przyznaje, że sama fizyczna stymulacja nie wystarcza do wygenerowania transcendentalnego poczucia jedności. Newberg zaznacza również, że nie istnieje żaden sposób, aby stwierdzić czy zmiany neurologiczne związane z doświadczeniem duchowym wskazują na to, że to mózg wytwarza te doświadczenia czy też może odbiera on w ten sposób jakąś duchową rzeczywistość.
Warto również uściślić, że zarówno Newberg jak i Eugène d’Aquili, który mu partnerował, uważają, że religia sama w sobie nie ma podłoża neuropatologicznego, a więc nie każdy mistyk czy charyzmatyk to osoba chora psychicznie. Co więcej, są oni także zdania, że doświadczenie religijne angażuje nie jeden, ale wiele obszarów mózgu, co ostatecznie potwierdziły wyżej opisane badania. Ponadto, według nich, istnieją pewne wieczne, niezmienne i niezależne kulturowo elementy doświadczeń i przekonań religijnych. Ci amerykańscy badacze stwierdzili, na podstawie przeprowadzonego eksperymentu i lat badań, że takim unikatowym i najważniejszym składnikiem jest AUB (Absolute Unitary Being) czyli Pełna Jedność z Transcendentnym Bytem, związana z każdym doświadczeniem mistycznym. Naukowcy posuwają się jeszcze dalej, zadając sobie pytanie czy to nasza zwykła rzeczywistość jest bardziej realna czy może doświadczenie AUB? To pytanie jest zasadne z tego względu, że osoby, które kiedykolwiek takiego stanu doświadczyły, odczuwały ten stan, a nawet samo jego wspomnienie jako dalece bardziej „rzeczywiste” niż wszystko inne.

#### Krytyka
Badania Newberga zostały oczywiście poddane krytyce. Jemu oraz całemu zespołowi zarzuca się, że w książce Why God Won’t Go Away skłania się ku hipotezie, że to, co zdaniem na przykład Massimo Pigliucci z Uniwersytetu Stanowego w Nowym Jorku wygląda po prostu jak błąd w funkcjonowaniu mózgu spowodowany deprywacją sensoryczną, wyewoluowało jako mechanizm adaptacyjny pozwalający na kontaktowanie się z jakąś wyższą rzeczywistością. Jak wiadomo, niektóre doświadczenia religijne mogą mieć bardzo negatywny wpływ na człowieka, stąd wątpliwości pojawiające się przy okazji tego wyjaśnienia. Zastrzeżenia budzi także sam przebieg eksperymentu. Badani w momencie przeżywania najgłębszego doświadczenia musieli pociągnąć za sznurek, aby dać znać naukowcom, że znajdują się w tym właśnie stanie. Krytycy zastanawiają się co tak naprawdę mierzą skany mózgu, skoro osoby poddane eksperymentowi muszą jednak pozostać na tyle świadome, by chwycić za tę linkę i przywołać badaczy.

### Mario Beauregard i Vincent Paquette
Beauregard i Paquette (2006) badali aktywność mózgową za pomocą EEG i fMRI 15 Karmelitanek (średnia wieku 50 lat, średni staż 19 lat) podczas przypominania sobie przez nie doświadczanych wcześniej emocji towarzyszących intensywnej medytacji. Maszyna MRI zapisywała przekroje mózgu zakonnic z częstością co trzy sekundy, rejestrując stan mózgu przez około dwie minuty. Następnie porównywano ten zapis z zapisem mózgu w stanie typowym. Zakonnice twierdziły, że odczuwały brak czasu i przestrzeni, pozytywną energię, pokój, radość, bezwarunkową miłość i poczucie jedności z ludzkością i kosmosem. Aktywne były obszary lewej przedniej obręczy korowej (odpowiedzialność za świadomość emocjonalną) i lewej części pnia mózgu (odpowiedzialność za uczucia radości i bezwarunkowej miłości). Prawa część środkowego obszaru skroniowego kory mózgowej była silnie powiązana z doświadczaniem tego, co zakonnice nazwały duchową rzeczywistością. Potwierdziło to istnienie aktywnych w trakcie medytacji sieci neuronowych w mózgu. Naukowcy dążyli do tego by siostrze zakonnej udało się uzyskać docelowy stan mimo przebywania w skanerze.

### Badania wokół neuroteologii
Termin neuroteologia jest zupełnie nowy, ale badania nad doświadczeniem duchowym trwają od dawna. Jak zauważa Michael Winkelman z Wydziału Antropologii na Uniwersytecie Stanowym w Arizonie, podstawowe idee badane w obrębie tej nowej dziedziny nauki są znane od tysięcy lat. Twierdzi on, że nawet w szamanizmie można odnaleźć pewne wskazówki na temat biologicznych podstaw działania świadomości i funkcji jej odmiennych stanów. Tematy pośrednio lub bezpośrednio związane z neuroteologią są podejmowane przez wielu badaczy.
Javier Cudeiro, szef grupy Neurociencia y Control Motor z Uniwersytetu w A Coruña, podkreśla, że bardzo trudno jest dobrze skonstruować eksperyment mający badać doświadczenie religijne, z powodu ogromnej różnorodności jego form. W efekcie, rezultaty takich badań często nie są rozstrzygające. Niemniej jednak, ten naukowiec jest przekonany, że tego typu przeżycia są związane z substancjami chemicznymi wytwarzanymi przez ludzki mózg oraz zmianami w jego strukturze, które doprowadzają również do powstania samoświadomości czy języka i innych skomplikowanych procesów kognitywnych; Cudeiro nie wierzy, że zjawisko religii powiązane jest z tylko jednym, konkretnym obszarem mózgu.
Richard Bentall, z Uniwersytetu w Manchesterze, także zwraca uwagę na powiązania doświadczeń duchowych z mową. Psycholog podkreśla, że jednym z częstszych zjawisk notowanych podczas stanów mistycznych jest słyszenie głosu Boga. Wydaje się, że dzieje się to wtedy, gdy błędnie przypisze się swój własny wewnętrzny głos czemuś, co ma znajdować się poza nami. Podczas takich doświadczeń, ośrodek Broki (odpowiedzialny za wytwarzanie mowy) uruchamia się. W zwykłych warunkach, łatwo jest stwierdzić, że słyszymy jedynie ten wewnętrzny głos; jednak kiedy docieranie bodźców zewnętrznych zostaje ograniczone (na przykład podczas medytacji lub głębokiej modlitwy), ludzie mają tendencję do przypisywania go jakiemuś zewnętrznemu źródłu. Co więcej, to właśnie płaty skroniowe, tak często uważane za silnie związane z przeżyciami religijnymi, są odpowiedzialne za percepcję mowy.

## Biologiczne podstawy doświadczeń religijnych i duchowych
Część naukowców opowiada się za tezą głoszącą, że doświadczeniem religijnym można manipulować w sposób sztuczny, a zatem, że jego źródło, z dużym prawdopodobieństwem, ogranicza się do biologicznych funkcji człowieka. Jednym z nich jest Dean Hammer, amerykański naukowiec z National Cancer Institute, który twierdzi, że odkrył gen związane ze zdolnością do samotranscendencji i z duchowością – tzw. „gen boga”, który on sam nazywa czasem „allelem duchowości”. Trzeba jednak zaznaczyć, że to kontrowersyjne odkrycie zostało ostro skrytykowane w środowisku naukowym. Francis Collins, kierownik Projektu poznania ludzkiego genomu, nazwał twierdzenia Hammera znacznie przesadzonymi.
Interesujące badania prowadził także Rick Strassman, psychiatra z Uniwersytetu w Nowym Meksyku. Jest on zdania, że można w sposób sztuczny genetycznie zmodyfikować poziom religijności danej osoby. Jego teza oparta jest na doświadczeniach przeprowadzanych przy użyciu dimetylotryptaminy (DMT), jedynego znanego psychodeliku, produkowanego prawdopodobnie w sposób naturalny przez ludzki mózg. Naukowiec stwierdza, że ta substancja może przyczynić się do powstawania mistycznych wizji, halucynacji psychotycznych, w tym wrażenia bycia porwanym przez istoty pozaziemskie. Zdaniem Strassmana, zdolności do przeżywania stanów mistycznych mogą zostać sztucznie zwiększone przez modyfikację tych genów, które produkują DMT. Aby sprawdzić swoją teorię badacz przeprowadził testy zakrojone na dużą skalę, podczas których wstrzykiwał ochotnikom dimetylotryptaminę, która ma tak silne działanie, że fizycznie unieruchamia, wytwarzając falę nagłych i wszechogarniających emocjonalnie wizji. Zdaniem Strassmana możliwe, że produkcja DMT jest szczególnie stymulowana w nadzwyczajnych warunkach, takich jak narodziny, ekstaza seksualna, poród, bardzo silny stres, doświadczenia z pogranicza śmierci, psychoza, śmierć kliniczna, a także medytacja. Ponadto, domniemane główne źródło endogennej DMT, szyszynka, jest zdaniem naukowca, odpowiedzialne za światło widziane w wizjach w czasie doświadczeń transpersonalnych. Być może, jak twierdzi psychiatra, szyszynka gra także dużą rolę przy świadomym śnieniu.

## Krytyka

### Zwolennicy
Zwolennicy neuroteologii wśród naukowców nie są liczni. Niektórzy z nich twierdzą, że ta nowa dziedzina szanuje zarówno aspekty naukowe, jak i duchowe badanych przez siebie zjawisk. Ich zdaniem, może to być krok w kierunku holizmu. Jednym z najważniejszych osiągnięć neuroteologii jest nadanie doświadczeniu duchowemu realności – poprzez wykazanie zmian, jakie dokonują się w mózgu podczas różnych praktyk duchowych, udowodniono, że osoby znajdujące się w takich stanach rzeczywiście przeżywają opisywane przez siebie doznania, jako tak samo realne jak wszystkie inne elementy rzeczywistości, doświadczanej na co dzień. Co więcej, biorąc pod uwagę pozytywny wpływ tego typu doświadczeń na człowieka, naukowcy sygnalizują, że wiedza neuroteologiczna może pomóc w ich indukowaniu w sposób sztuczny w celach terapeutycznych.

### Przeciwnicy
Neuroteologia budzi wątpliwości już na poziomie terminologicznym. Jak zauważa Massimo Pigliucci, ta dziedzina nauki nie ma nic wspólnego z badaniem Boga i jego atrybutów, a więc jej nazwa błędnie odsyła do teologii jako takiej. Kwestionuje się również samo utworzenie osobnej kategorii do prowadzenia badań nad doświadczeniem duchowym i religijnym, sugerując, że w ramach tradycyjnych dziedzin nauki znajduje się już miejsce dla tego typu poszukiwań. Kolejne zarzuty to brak spójnej, powszechnie akceptowalnej metodologii badań, niejasna i niedopracowana terminologia, w tym niedodefiniowanie zjawiska religii, a także niestosowanie się do zasady brzytwy Okhama. Pigliucci pisze nawet, że neuroteologia wchodzi czasami na obszar czysto metafizycznej spekulacji. Mówi się również o redukcjonizmie tej nauki, szczególnie w odniesieniu do tych teorii, które poszukują jednego konkretnego obszaru odpowiedzialnego za doświadczenia duchowe. W ten sposób naukowcy często spłycają niezwykle skomplikowane zjawisko, jakim jest religia. Jak stwierdził John Horgan :

Neuroteologia bada najbardziej złożony przejaw – duchowość, najbardziej złożonego zjawiska znanego nauce – ludzkiego mózgu. Biorąc pod uwagę, że naukowcy nie mają pojęcia w jaki sposób sformułowałem i napisałem to zdanie, wątpię, czy kiedykolwiek uda się w pełni zrozumieć doświadczenie religijne, przy całym jego zróżnicowaniu i subtelności.

Najsilniejsza fala krytyki zasadza się jednak na osi filozoficzno-teologicznej. Bogusław Wójcik, doktor i zarazem ksiądz pracujący w Państwowej Akademii Teologicznej, podkreśla, że wobec rozwoju nauk kognitywnych dziwi go wiara, że neurofizjologia może determinować w sposób zasadniczy zawartość treściową ludzkiego umysłu. Zwraca on również uwagę na to, że nie należy dokonywać nieuprawnionych przeskoków z poziomu neurologii na poziom teologii. Wójcik twierdzi także, że nadanie tak kontrowersyjnej nazwy nowej dziedzinie nauki podyktowane było jedynie względami marketingowymi. Podobnie wypowiada się psycholog i teolog z Uniwersytetu w Cambridge, pastor anglikański Fraser Watts. Podkreśla on, że nawet jeśli podstawy religii na poziomie neuronalnym zostały odkryte, to interpretacja wszystkich postrzeganych przez nas neuropsychicznych zjawisk, mówiąca o prawdziwym doświadczeniu Boga, pozostaje wiarygodna.

## Przewidywane zastosowania komercyjne i medyczne
Neurolodzy potwierdzają dla Scientific American, że możliwość sztucznego elektrycznego indukowania takich lub podobnych odczuć, mogłaby m.in. osobom, którym te stany nie jest łatwo uzyskać, przyczynić się do poprawy zdrowia oraz stylu życia, poprzez polepszanie nastroju, wzmożenie koncentracji, walkę ze stresem, relaksację i podniesienie jakości wypoczynku, dzięki czemu takie urządzenie („hełm boga”), mogłoby stać się produktem do zastosowań medyczno-relaksacyjnych.